# Naniagara
Naniagara är en ort i Burkina Faso.   Den ligger i regionen Cascades, i den sydvästra delen av landet, 400 km sydväst om huvudstaden Ouagadougou. Naniagara ligger 287 meter över havet och antalet invånare är 1 662.
Terrängen runt Naniagara är huvudsakligen platt. Naniagara ligger nere i en dal. Närmaste större samhälle är Banfora, 13,0 km nordväst om Naniagara. 
Omgivningarna runt Naniagara är en mosaik av jordbruksmark och naturlig växtlighet. Runt Naniagara är det ganska glesbefolkat, med 27 invånare per kvadratkilometer.